# Goodbye, Eri
Goodbye, Eri (さよなら絵梨?, Sayonara Eri, lett. "Arrivederci Eri") è un manga scritto e disegnato da Tatsuki Fujimoto, pubblicato sulla rivista on-line Shōnen Jump+ l'11 aprile 2022 e pubblicato in Giappone in formato tankōbon il 4 luglio 2022.

## Trama
Yuta Ito riceve uno smartphone come regalo di compleanno. Poco dopo aver aperto il regalo, la madre di Yuta, affetta da una malattia terminale, assegna al figlio il compito di registrarla e di creare un film su di lei quando morirà. In seguito al decesso della madre, Yuta mostra il film ai suoi compagni di liceo ma viene deriso e criticato per la sua scelta di terminare il film con una scena in cui scappa dall'ospedale poco prima che l'edificio esploda. A causa del bullismo dei suoi coetanei, Yuta decide di suicidarsi gettandosi dal tetto dell'ospedale in cui la madre era ricoverata. Viene però fermato da una ragazza, Eri, la quale rivela a Yuta che ha adorato il suo film e lo incoraggia a girarne un altro. Yuta e Eri lavorano insieme per portare a termine un nuovo film, alternandosi tra produzione e lunghe sessioni di visione di molteplici film da cui imparare e prendere ispirazione. Decidono quindi di creare un semi-documentario su loro stessi, aggiungendo però elementi fittizi, esasperando la realtà e immaginando che Eri sia una vampira. 
Yuta e Eri si avvicinano sempre di più col passare del tempo, finché Eri non sviene durante un gioco in spiaggia; si scopre infatti che la ragazza, così come la madre di Yuta, soffre di una malattia terminale. Colto dalla depressione, Yuta si scoraggia e accantona l'idea di proseguire con il film. Sarà il padre ad incoraggiarlo e spingerlo ad andare avanti, rivelando inoltre al lettore come la madre di Yuta in realtà maltrattasse il figlio e il marito; il film che la donna aveva richiesto a Yuta, infatti, era un mero tentativo di poter sfruttare la propria malattia se fosse sopravvissuta o di essere ricordata in buona luce se fosse morta. 
Yuta e Eri finiscono il loro film, poco prima della morte della ragazza. Yuta mostra il suo nuovo film, il quale stavolta viene accolto in maniera positiva. Yuta si ritrova a discutere con un'amica di Eri e i due ammettono che Eri non era la persona idealizzata che è stata filmata e mostrata nel film da Yuta, ma sono entrambi d'accordo che preferiscono ricordare la loro amica in questo modo.
Da allora, Yuta passa il suo tempo equilibrando la propria vita quotidiana con l'ossessione di produrre un nuovo montaggio del film su Eri. Anni dopo, Yuta perde sua moglie, suo figlio e suo padre in un incidente d'auto. Avendo perso la voglia di vivere, Yuta decide nuovamente di tentare il suicidio, stavolta nella sala di proiezioni dove lui e Eri guardavano i film da cui trarre ispirazione. Una volta arrivato, Yuta vi trova Eri, ancora viva e per niente invecchiata dal loro ultimo incontro. Eri rivela a Yuta di essere veramente una vampira e di soffrire di ripetute amnesie causate da dei cicli di morte cerebrale che avvengono durante la sua vita eterna. Nella sua vita precedente, Eri aveva lasciato alle sue future incarnazioni delle istruzioni specifiche insieme al film che aveva girato con Yuta in modo che potessero ricordarsi di lui per sempre e sapessero che tipo di persona dovrebbero cercare di essere. Con una ritrovata volontà di vivere, Yuta e Eri si dicono addio. Poco dopo l'uscita di Yuta dalla sala proiezioni, quest'ultima esplode, come nel finale del film che Yuta aveva girato per la madre, lasciando al lettore il dubbio sull'effettiva realtà delle scene precedenti.

## Pubblicazione
Il 4 febbraio 2022 Shihei Lin, un editore di Shūeisha, ha annunciato che Tatsuki Fujimoto avrebbe scritto un one-shot di 200 pagine, che è stato pubblicato sulla rivista on-line Shōnen Jump+ l'11 aprile 2022. Il manga è stato pubblicato in formato tankōbon il 4 luglio 2022.
Viz Media e Manga Plus hanno pubblicato il manga contemporaneamente all'uscita giapponese in lingua inglese.
L'edizione italiana è stata annunciata da Star Comics al Lucca Comics & Games 2022 e pubblicata il 10 maggio 2023.

## Accoglienza
A un giorno dalla sua uscita, il manga ha raccolto oltre 2,2 milioni di visualizzazioni sulla rivista on-line Shōnen Jump+. Il manga si è classificato secondo nell'edizione del 2023 di Kono manga ga sugoi! nella categoria dei migliori manga per lettori maschi. Viene candidato al premio Manga Taishō del 2023, arrivando settimo. Viene candidato agli Harvey Awards nel 2023 nella categoria miglior manga.
Adi Tantimedh di Bleeding Cool ha elogiato la trama e i personaggi, definendolo uno dei migliori fumetti del 2022. Tyra di Animate Times ha elogiato la trama e l'artwork, sottolineando la pregevole divisione delle tavole e altri effetti.